# تارا الدرس
تارا الدرس (هلندی: Tara Elders؛ زادهٔ ۱۷ ژانویهٔ ۱۹۸۰) هنرپیشه اهل هلند است.